# Tiszakécske
Tiszakécske é uma cidade da Hungria, situada no condado de Bács-Kiskun. Tem 133,27 km² de área e sua população em 2019 foi estimada em 11.990 habitantes.